# Timo Rüggeberg
Timo Rüggeberg (* 25. Juli 1989 in Bonn; † 3. Juli 2011) war ein deutscher Schauspieler.

## Leben
Bekannt wurde Timo Rüggeberg durch den Film Rolltreppe abwärts, ein von Schülern realisiertes Filmprojekt, in dem er 2005 die Hauptrolle des Jochen spielte. Im Fernsehen war er unter anderem in In aller Freundschaft und Bloch – Vergeben, nicht Vergessen zu sehen.
Er gehörte außerdem schon seit seinem 15. Lebensjahr zum Nachwuchsensemble des Jungen Theaters Bonn (JTB). Hier spielte er Hauptrollen in Der Herr der Diebe und Tom und Huck. Nach einem einjährigen Aufenthalt in den Vereinigten Staaten, während dessen er zehn Monate auf einer High School für Schauspielerei war, spielte er 2006 wieder im JTB – den Farid in Tintenherz und 2008 den Jamie in Beautiful Thing.
Am städtischen Theater Bonn übernahm er einen Part in Kabale.Schiller.Liebe.
2008 machte Rüggeberg sein Abitur. Danach absolvierte er am JTB ein „Freiwilliges Soziales Jahr Kultur“. In dieser Zeit verfasste er gemeinsam mit JTB-Intendant Moritz Seibert auch mehrere Theaterstücke, die am JTB uraufgeführt wurden. Diesem FSJ schloss sich ein Auslandsaufenthalt über ein Jahr in Australien an. Im Herbst 2010 begann Rüggeberg in Berlin ein Studium der Kommunikations- und Theaterwissenschaften.
Er starb 3 Wochen vor seinem 22. Geburtstag. Timo Rüggeberg wurde am 29. Juli 2011 auf dem Friedwald Rothenbacher Hof in Lohmar beigesetzt.

## Theaterauftritte
- Tom und Huck (JTB, 2004, Rolle: Huckleberry Finn)
- Der Herr der Diebe (JTB, 2004, Rolle: Mosca)
- Tintenherz – Das Musical (JTB, 2006, Rolle: Farid)
- Beautiful Thing (JTB, 2008, Rolle: Jamie)
- Kabale.Schiller.Liebe (Theater Bonn, 2008)

## Theaterstücke / Bühnenbearbeitungen
(alle gemeinsam mit Moritz Seibert)
- 2008: Die Unendliche Geschichte (nach Michael Ende)
- 2008: Aladin und die Wunderlampe (nach dem Märchen aus 1001 Nacht)
- 2009: Tintentod – Das Musical (nach Cornelia Funke)
- 2009: Oliver Twist (nach Charles Dickens)
- 2011: Wenn ich Du wär
- 2011: Die Abenteuer des Huckleberry Finn (nach Mark Twain)

## Filmografie
- 2005: Rolltreppe abwärts
- 2007: Bloch – Vergeben, nicht Vergessen (Fernsehserie)
- 2008: In aller Freundschaft (Fernsehserie, 1 Folge)
- 2008: Zweier ohne